# يورغ برودر
يورغ برودر (بالبرتغالية: Jörg Bruder) هو متسابق يخت برازيلي، ولد في 16 نوفمبر 1937 في ساو باولو في البرازيل، وتوفي في 11 يوليو 1973 في لوجيمو في فرنسا.

## وصلات خارجية
- يورغ برودر على موقع أوليمبيديا (الإنجليزية)